# Fakići
Fakići es un pueblo de la municipalidad de Donji Vakuf, en el cantón de Bosnia Central, Bosnia y Herzegovina.

## Superficie
Posee una superficie de 2,49 kilómetros cuadrados.

## Demografía
Hasta 2013 la población era de 10 habitantes, con una densidad de población de 4,0 habitantes por kilómetro cuadrado.